# Oratorio del Crocifisso

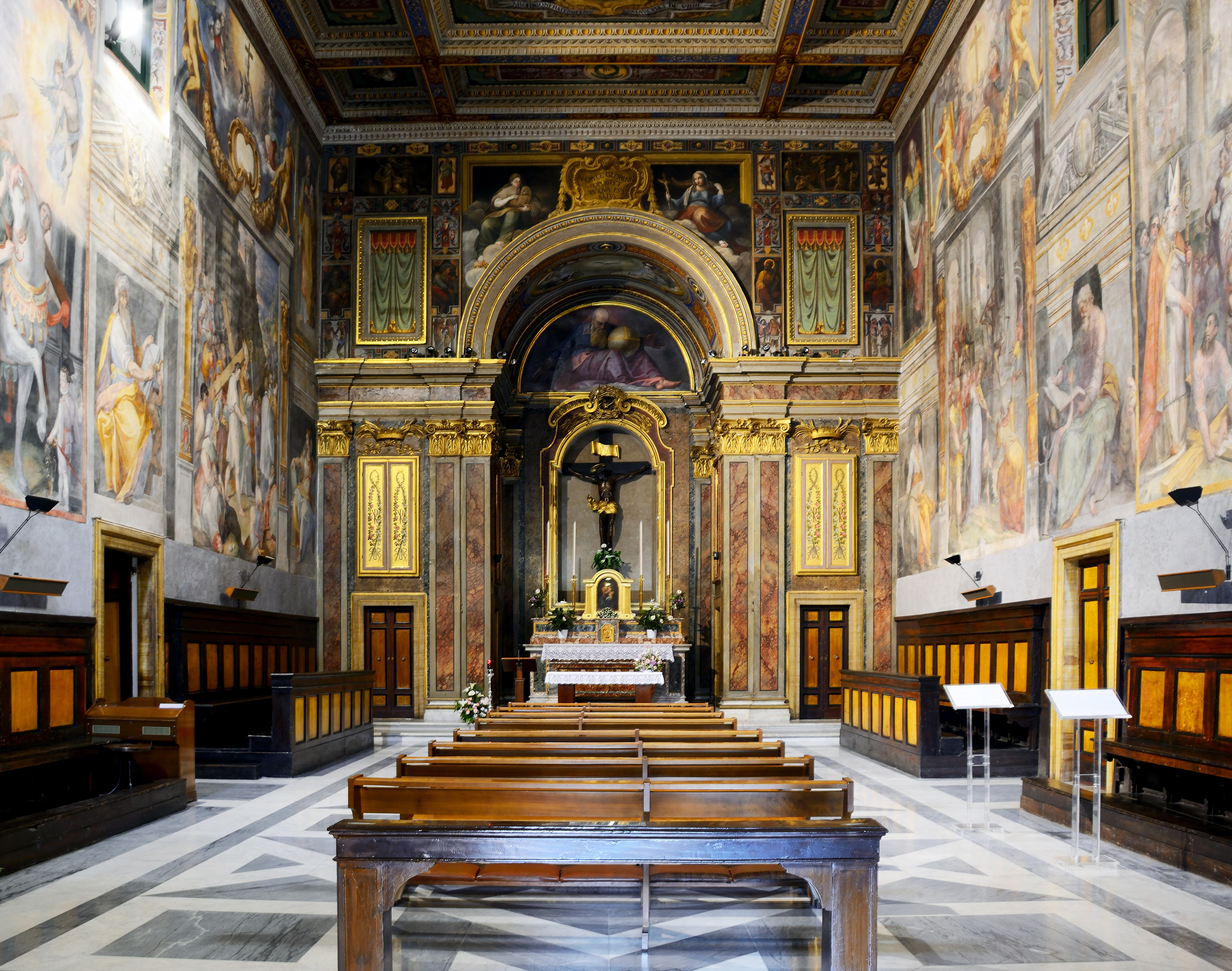
Interno

L'oratorio del Santissimo Crocifisso è un oratorio eretto da Giacomo della Porta a Roma nel rione Trevi, in piazza dell'Oratorio.

## Storia
L'oratorio fu costruito per ospitare le riunioni della Confraternita del Santissimo Crocifisso, sorta all'inizio del XVI secolo come Compagnia, nella chiesa di San Marcello al Corso, a ricordo di un "prodigio" ivi manifestatosi nel 1519; la chiesa fu pressoché distrutta da un furioso incendio (a seguito del quale dovette poi essere ristrutturata dal Sansovino e da Antonio da Sangallo), si salvò solo una parete che ospitava un crocifisso ligneo del Quattrocento. Il Crocifisso fu poi più volte portato in processione da San Marcello a San Pietro durante la pestilenza che attinse la Città negli anni successivi, con ampio seguito devozionale. Racconta l'Armellini che
(Armellini, op. cit., p. 257)
Nacquero così le processioni del Crocifisso, celebri a Roma, organizzate dalla Confraternita, e che si svolgevano dalla chiesa fino a San Pietro in Vaticano la sera del giovedì santo, con l'utilizzo di una serie di macchine in legno.
Nel 1562 la Confraternita, approvata da papa Clemente VII nel 1526, decise la costruzione di un nuovo oratorio ed affidò la costruzione all'architetto Giacomo della Porta, che portò a termine i lavori nel 1568, grazie alle sovvenzioni dei Cardinali Ranuccio e Alessandro Farnese.

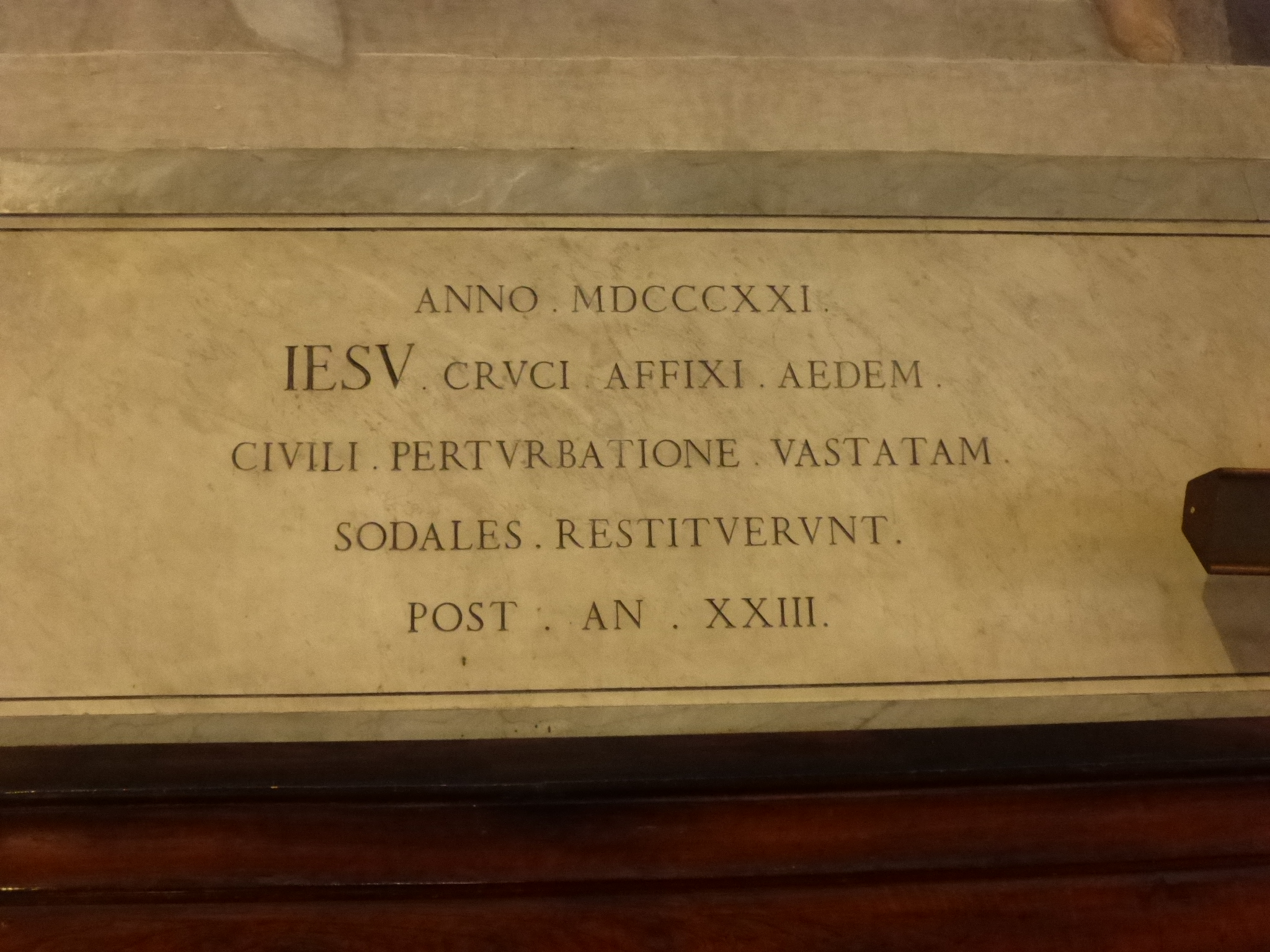
Epigrafe del restauro del 1821

Durante la Repubblica Romana del 1798-99 l'oratorio fu depredato e devastato, e rimase fatiscente per una ventina d'anni. Fu restaurato nel 1821, come ricorda un'epigrafe in loco.

## Descrizione
L'interno dell'oratorio si presenta a navata unica. Il soffitto attuale ha sostituito quello realizzato nel 1584 dall'ebanista Flaminio Boulanger e andato distrutto nel XVIII secolo; fu costruito alla fine del XIX secolo e dipinto da Giovanni Gagliardi con un Trionfo della Croce.
Le pareti ospitano affreschi con Storie della Croce, incentrati sul tema della croce di Gesù e del suo ritrovamento: il ciclo pittorico è frutto dell'elaborazione del letterato Tommaso de' Cavalieri, amico di Michelangelo, e venne realizzato da Girolamo Muziano tra il 1578 e il 1584. All'opera hanno partecipato i maggiori pittori manieristi operanti a Roma alla fine del XVI secolo: Giovanni de Vecchi, il Pomarancio, Cesare Nebbia.
Sull'altare maggiore è posta una copia del miracoloso crocifisso di San Marcello al Corso.

## Musica
Dal tardo Cinquecento l'oratorio del Santissimo Crocifisso è stato sede di importanti esecuzioni di musica sacra nel periodo di quaresima e per la festa della Croce, affidate di volta in volta a maestri del calibro di Palestrina, Marenzio e altri.
Dalla prima metà del Seicento vi sono state eseguite musiche spirituali di carattere drammatico in forma di dialogo su soggetti tratti dalla Bibbia, in stile recitativo con testi in latino, convenzionalmente definiti oratori.

Delle musiche eseguite poco prima della metà del XVII secolo nell'oratorio del Santissimo Crocifisso di San Marcello ci ha lasciato una splendida descrizione André Maugars, un gambista francese al servizio del cardinale Richelieu, che soggiornò a Roma nel 1638-39. Vale la pena di riportare interamente questa descrizione, tradotta in italiano:
Tra i maggiori compositori che collaborarono alle musiche dell'oratorio del Santissimo Crocifisso di San Marcello vanno ricordati Stefano Landi, Virgilio Mazzocchi, Giacomo Carissimi, Carlo Caproli, Francesco Foggia, Giovanni Bicilli, Alessandro Melani, Bernardo Pasquini, Alessandro Scarlatti, Francesco Gasparini, Tommaso Bernardo Gaffi.

### Organo a canne

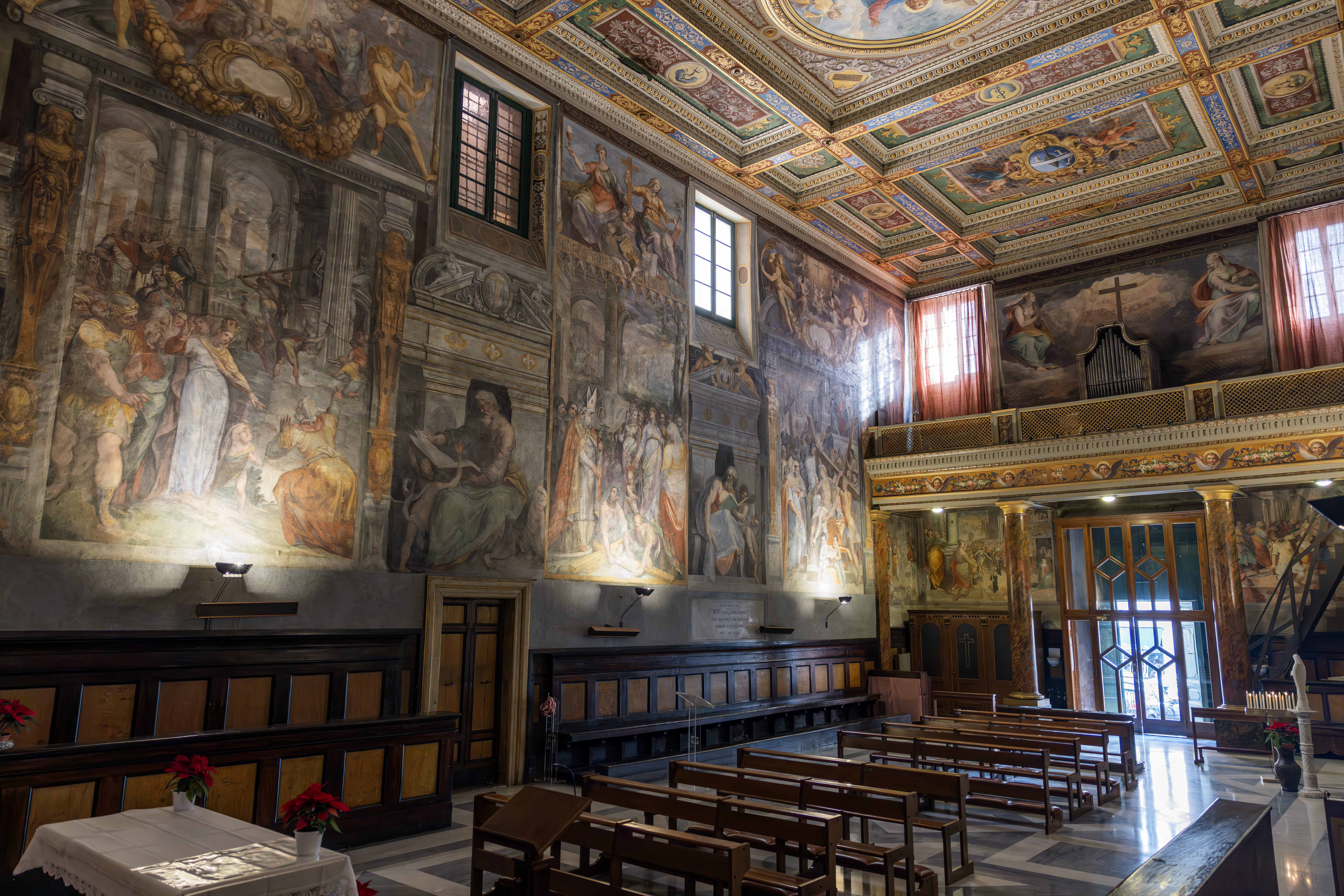
Vista su organo a canne

Il primo organo a canne dell'oratorio, presente nella chiesa fin dal 1582, venne costruito dall'organaro Francesco Palmieri di Fivizzano; nel 1660 fu restaurato da Giuseppe Testa.
Sulla cantoria ottocentesca sopra l'ingresso fu collocato un organo costruito da Johannes Conrad Werle nel 1744, restaurato nel 1980 da Alfredo Piccinelli. L'organo, collocato al centro della cantoria in controfacciata, ha un'unica tastiera di 45 note con prima ottava scavezza e pedaliera scavezza di 9 note costantemente unita al manuale; la trasmissione è quella meccanica originale. L'organo presenta l'insolita caratteristica di avere la tastiera collocata nel fianco destro della cassa e non direttamente sotto alla canne di facciata; un sistema di trasmissione mediante rulli di legno collega i tasti ai ventilabri del somiere, collocato nella posizione abituale.

## Galleria d'immagini

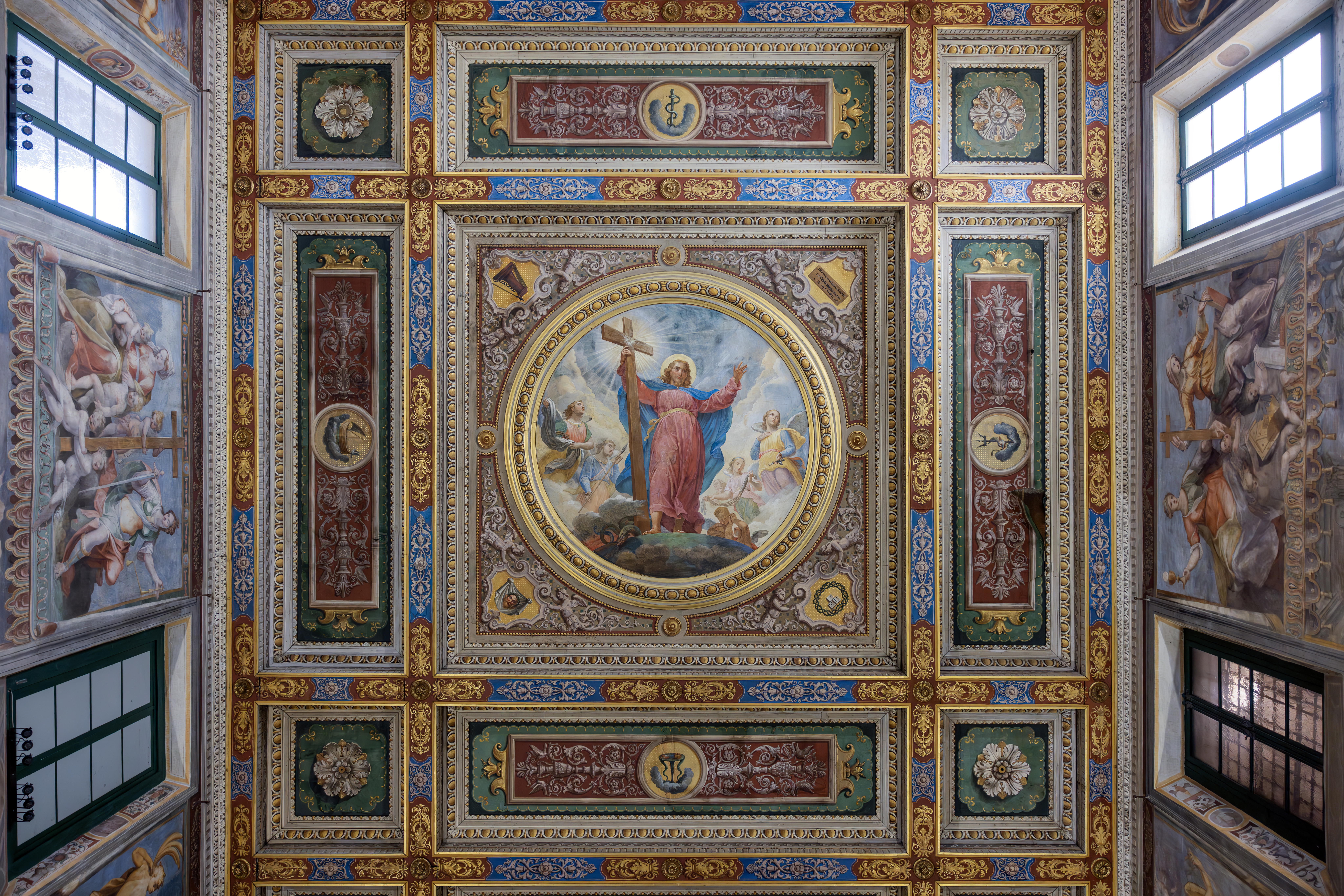
Dettaglio affresco sul soffitto nel 2024
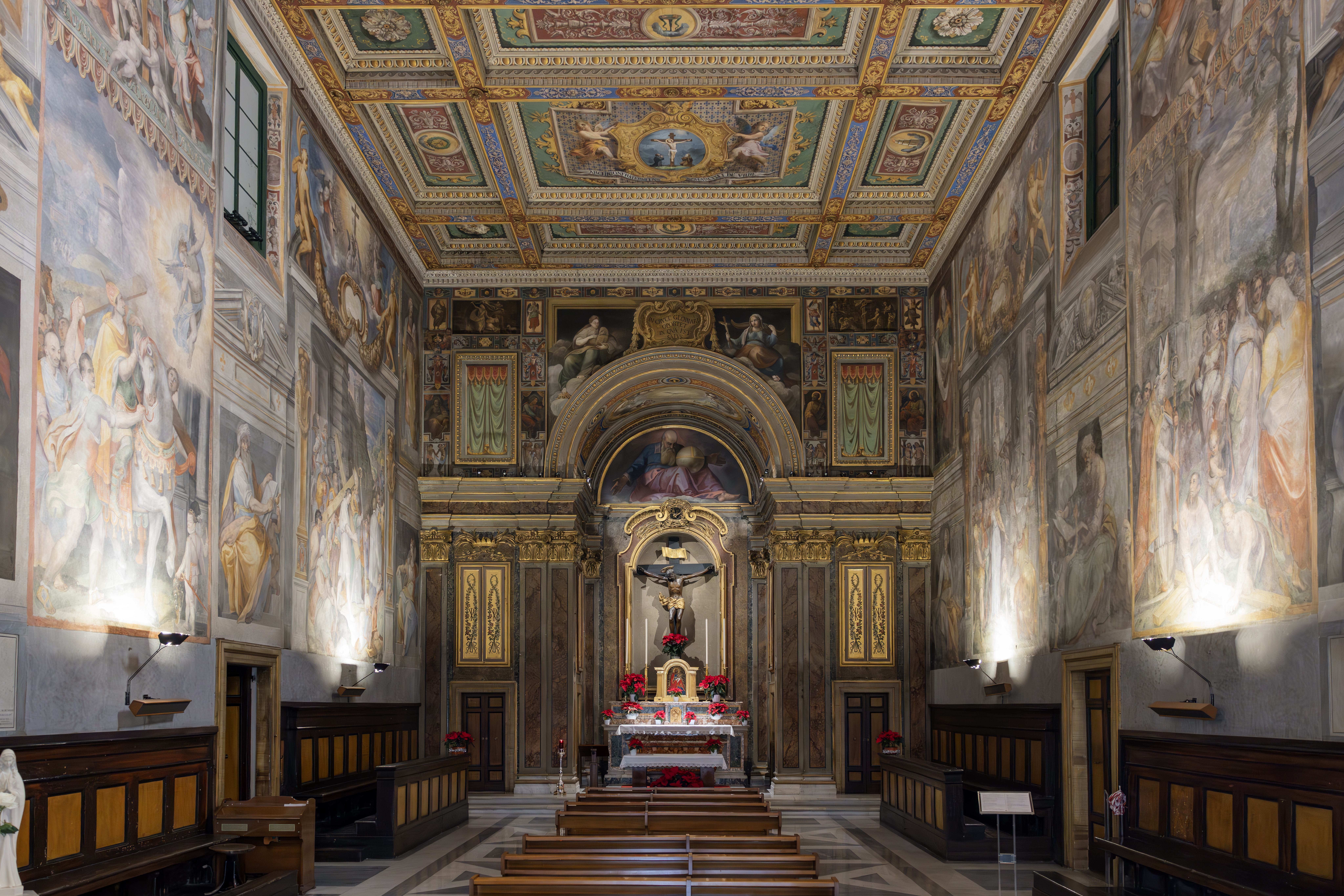
Altare frontale scattato nel 2024
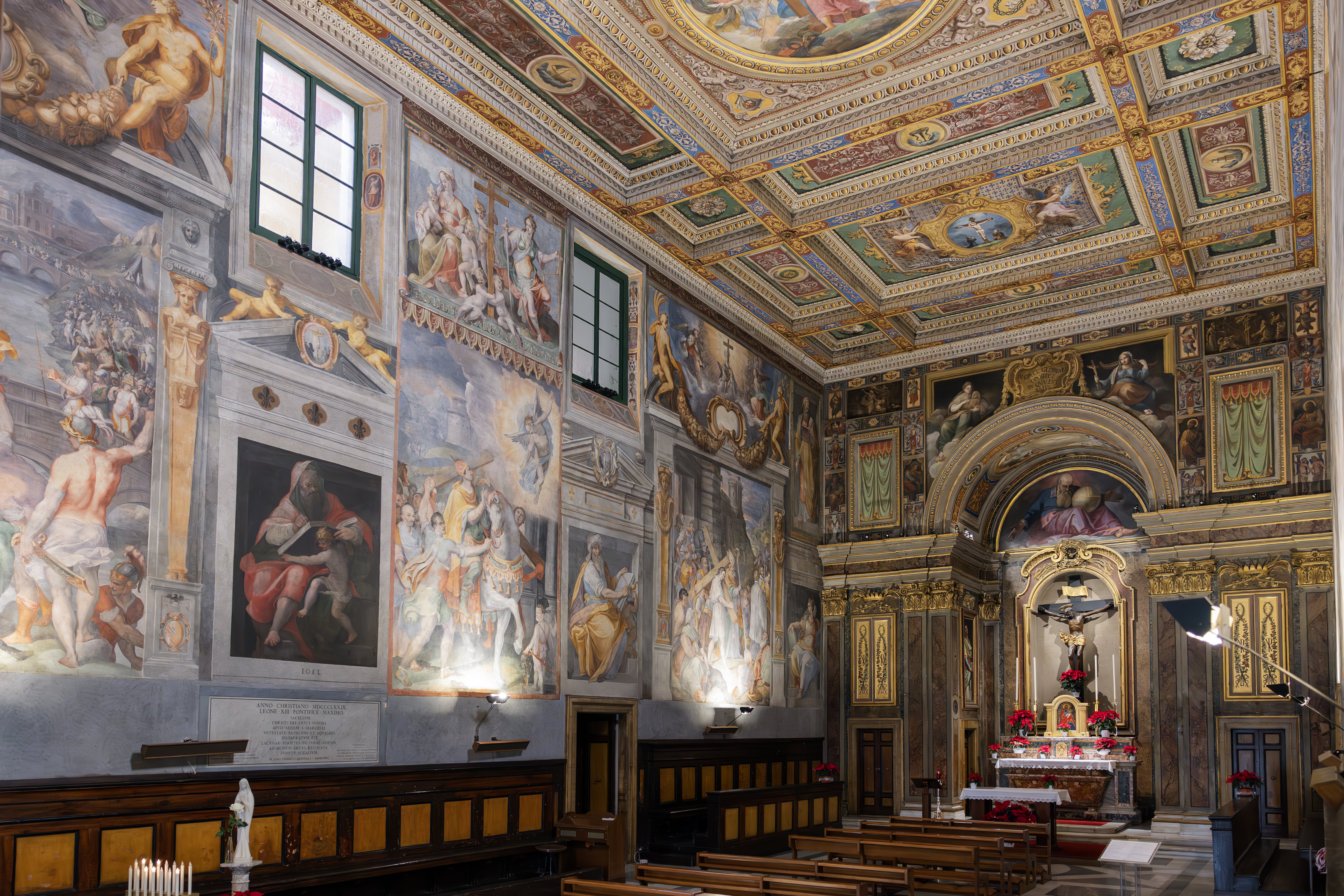
Interno laterale nel 2024
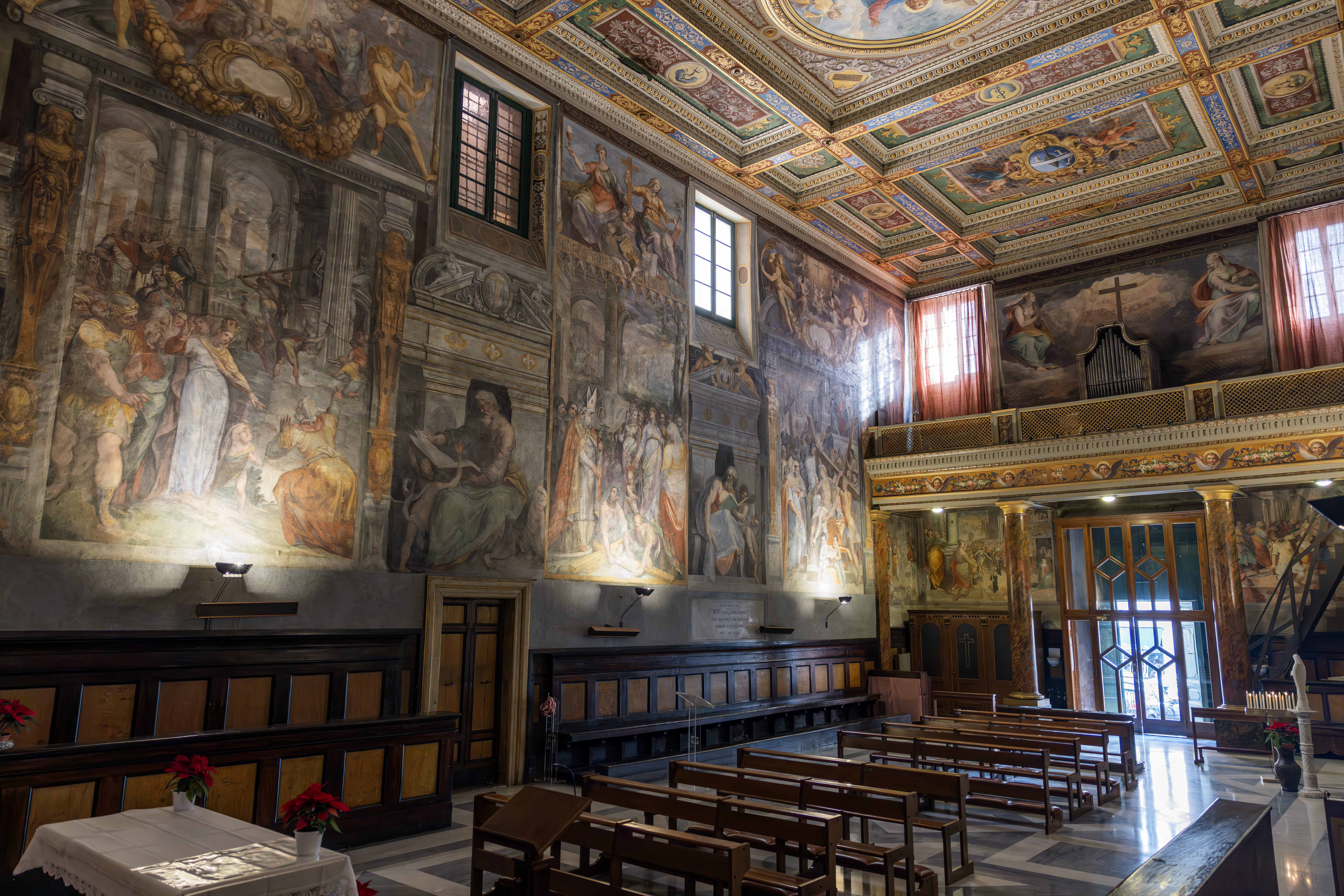
Vista su organo a canne nel 2024
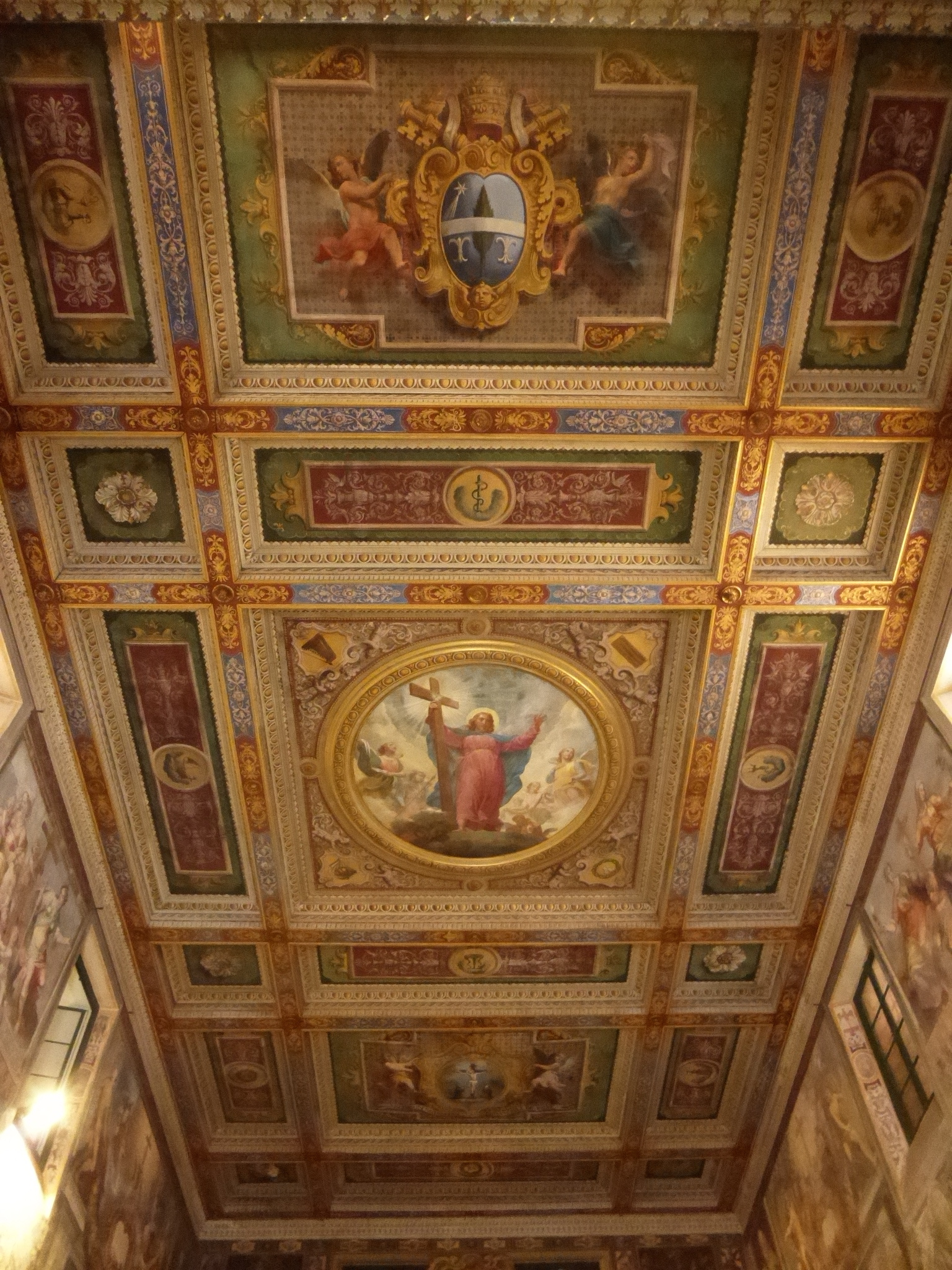
Soffitto affrescato integrale nel 2014.